# Anopinella peruvensis
Anopinella peruvensis là một loài bướm đêm thuộc họ Tortricidae. Loài này có ở Peru.
Chiều dài cánh trước là 9.1–10 mm.